# Championnat d'Europe junior de hockey sur glace 1968
Navigation
Championnat d'Europe junior 1967 Championnat d'Europe junior 1969
Le championnat d'Europe junior de hockey sur glace 1968 est la première édition de cette compétition de hockey sur glace junior organisée par la Fédération internationale de hockey sur glace. Il se déroule du 26 décembre 1967 au 3 janvier 1968 à Tampere en Finlande. Invaincue au cours du tournoi, la Tchécoslovaquie remporte le premier titre, l'Union soviétique et la Suède prenant respectivement l'argent et le bronze.

## Qualifications
Afin de déterminer les six équipes participantes, un tour de qualification est joué en novembre et décembre 1967. En tant que pays organisateur, la Finlande en est exemptée. L'Allemagne de l'Est, la Pologne, la Suède et l'Union soviétique remportent leurs confrontations respectives. Prévue d'affronter l'Allemagne de l'Ouest à Augsbourg, la Tchécoslovaquie se qualifie à la suite du forfait de son adversaire.
| 10 novembre 1967 | Suisse | 1-3 (1-0, 0-2, 0-1) | Allemagne de l'est | Schaffhouse (Suisse) |

| 12 novembre 1967 | Allemagne de l'est | 10-1 (4-0, 1-0, 5-1) | Suisse | Crimmitschau (Allemagne de l'Est) |

| 26 novembre 1967 | Norvège | 1-18 (1-5, 0-5, 0-8) | Suède | Sarpsborg (Norvège) |

| 27 novembre 1967 | Norvège | 0-17 (0-6, 0-5, 0-6) | Suède | Oslo (Norvège) |

| 2 décembre 1967 | France | 1-16 (0-2, 0-4, 1-10) | Pologne | Reims (France) |

| 3 décembre 1967 | France | 6-6 (1-4, 2-0, 3-2) | Pologne | Reims (France) |

| 2 décembre 1967 | Bulgarie | 1-9 (0-2, 0-4, 1-3) | Union soviétique | Reims (France) |

| 4 décembre 1967 | Bulgarie | 0-4 (0-0, 0-1, 0-3) | Union soviétique | Reims (France) |

## Phase finale

### Résultats
|  | Union soviétique | 16-2 (4-1, 6-0, 6-1) | Pologne |  |

|  | Tchécoslovaquie | 15-0 (5-0, 3-0, 7-0) | Allemagne de l'Est |  |

|  | Finlande | 8-3 (3-1, 3-1, 2-1) | Allemagne de l'Est |  |

|  | Union soviétique | 6-4 (2-3, 2-1, 2-0) | Suède |  |

|  | Tchécoslovaquie | 8-5 (4-1, 0-2, 4-2) | Finlande |  |

|  | Suède | 21-1 (3-0, 10-1, 8-0) | Allemagne de l'Est |  |

|  | Finlande | 9-1 (2-0, 2-0, 5-1) | Pologne |  |

|  | Union soviétique | 9-2 (5-1, 3-0, 1-1) | Allemagne de l'Est |  |

|  | Tchécoslovaquie | 14-4 (4-1, 3-1, 7-2) | Pologne |  |

|  | Suède | 5-5 (2-1, 3-2, 0-2) | Pologne |  |

|  | Tchécoslovaquie | 4-3 (0-1, 2-2, 2-0) | Union soviétique |  |

|  | Finlande | 2-4 (1-1, 1-1, 0-2) | Suède |  |

|  | Pologne | 7-2 | Allemagne de l'Est |  |

|  | Tchécoslovaquie | 5-2 (2-1, 3-0, 0-1) | Suède |  |

|  | Finlande | 2-5 (1-0, 0-2, 1-3) | Union soviétique |  |

| Clt   | Équipe             | PJ | V | D | N | BP | BC | Diff | Pts |
| ----- | ------------------ | -- | - | - | - | -- | -- | ---- | --- |
| +001, | Tchécoslovaquie    | 5  | 5 | 0 | 0 | 46 | 14 | +32  | 10  |
| +002, | Union soviétique   | 5  | 4 | 1 | 0 | 39 | 14 | +25  | 8   |
| +003, | Suède              | 5  | 2 | 2 | 1 | 36 | 19 | +17  | 5   |
| +004, | Finlande           | 5  | 2 | 3 | 0 | 26 | 21 | +5   | 4   |
| +005, | Pologne            | 5  | 1 | 3 | 1 | 19 | 46 | -27  | 3   |
| +006, | Allemagne de l'Est | 5  | 0 | 5 | 0 | 8  | 60 | -52  | 0   |

- Vainqueur du Championnat d'Europe junior 1968
- Relégué dans le Groupe B 1969

### Effectif vainqueur
| Vainqueur du Championnat d'Europe junior 1968 Tchécoslovaquie | Gardiens de but : Jiří Crha, Milan Magdalík Défenseurs : Vladimír Bednář, Josef Gabriel, Jaromír Hanačík, Jaroslav Kohout, František Zelenický Attaquants : Pavel Bureš, Bohuslav Ebermann, Július Haas, Milan Hejduk, Jiří Janák, Vladimír Martinec, Jiří Novák, Josef Paleček, Karel Ruml, Marek Sýkora, Jiří Vodák Entraîneur : J. Hertl |

### Honneurs individuels
- Meilleur gardien de but : Jiří Crha (Tchécoslovaquie)
- Meilleur défenseur : Valeri Vassiliev (Union soviétique)
- Meilleur attaquant : Walenty Ziętara (Pologne)

### Statistiques individuelles
| Joueur          | PJ | B  | A | Pts | PUN |
| --------------- | -- | -- | - | --- | --- |
| Walenty Ziętara | 5  | 11 | 0 | 11  | 2   |
| Jiří Novák      | 5  | 7  | 3 | 10  | 0   |
| Timo Sutinen    | 5  | 6  | 4 | 10  | 2   |
| Július Haas     | 4  | 5  | 5 | 10  | 12  |
| Wiktor Pysz     | 5  | 3  | 7 | 10  | 2   |